# Edward Molyneux
Edward Molyneux (Hampstead, 5 settembre 1891 – Monte Carlo, 23 marzo 1974) è stato uno stilista e profumiere britannico.

## Biografia
Nacque da una famiglia irlandese di origine ugonotta e partecipò alla prima guerra mondiale come capitano di fanteria dell'esercito britannico. Nel 1919, dopo aver lavorato per la sarta Lucy Duff Gordon come illustratore, aprì la propria casa di moda a Parigi, al n.14 di Rue Royale.
Vestì le case reali europee, l'alta società britannica, le attrici Greta Garbo, Gertrude Lawrence, Margaret Leighton, Marlene Dietrich e Vivien Leigh.
Molyneux è stato il creatore dei costumi della cantante Mistinguett negli anni '20 per i suoi spettacoli alle Folies Bergère. Nel 1934 disegnò l'abito da sposa della principessa Marina di Grecia, moglie del duca di Kent. Presso il suo atelier perfezionarono il loro stile dei giovani come Jean Dessès, Christian Dior e Pierre Balmain.
Nel 1923 sposò (Jessie) Muriel Dunsmuir (1890-1951), una delle otto figlie di James Dunsmuir, Premier della Columbia britannica, dalla quale divorziò nel 1924.
Durante la seconda guerra mondiale trasferì la sua attività a Londra e poi tornò a Parigi nel 1946.
Nel 1964 Edward Molyneux aprì lo "Studio Molyneux", una casa di prêt-à-porter. Si ritirò dall'attività nel 1969.
Il marchio Molyneux Paris è di proprietà del gruppo Parfums Berdoues e produce ancora profumi, come Captain (1975), Quartz (1978), The Chic, Live e I Love You.
Nell'episodio n.3 della quinta stagione della serie televisiva anglo-statunitense Downton Abbey, il personaggio di Cora Crawley, la contessa di Grantham, menziona brevemente un appuntamento con Molyneux per una prova-vestito, come motivo per un viaggio a Londra.